# 保科正経
保科 正経（ほしな まさつね）は、江戸時代前期の大名。陸奥国会津藩主。官位は従四位下・筑前守、侍従。会津松平家第2代。

## 生涯
保科正之の四男として誕生した。長兄の幸松、次兄の正頼、三兄の将監と3人の兄がいずれも早世したために嫡子となった。
万治2年（1659年）に従四位下・侍従・筑前守に叙任し、寛文9年（1669年）に正之の隠居に伴って家督を相続した。正之が死去すると、弔うために土津神社を建立した（延宝3年（1675年）8月19日）。また、領民を疫病から救うために薬草園（後の御薬園）を設けるなど、衛生行政にも配慮した。しかし、母聖光院の影響で母方の従兄弟の藤木弘基とその妹婿となった保科正興が近習、家老に抜擢されている（両者は後に罷免された）。
正経は病弱で子も女児1人しか恵まれなかったため、延宝8年（1680年）に末弟の正容を養嗣子として、後継に据えた。
天和元年（1681年）に死去。享年36。家督は正容が継いだ。

## 系譜
父母
- 保科正之（父）
- 於万、聖光院 ー 藤木弘之の娘（母）

正室
- 久萬、仙渓院 ー 前田利常の九女

側室
- 佐藤氏
- 於せん(恵照院)

実子
- 長女：諏訪姫(1676年-1677年6月19日)　夭逝　母は於せん。唯一の実子であった。

養子
- 松平正容 ー 実弟